# Hannes Küng
Hannes Küng (* 2. Februar 2003 in Bludenz) ist ein österreichischer Fußballspieler.

## Karriere
Küng begann seine Karriere bei der SPG Großwalsertal. Zur Saison 2017/18 wechselte er in die AKA Vorarlberg, in der er in den folgenden vier Jahren sämtliche Altersstufen durchlief. Zur Saison 2021/22 wechselte der Verteidiger zum Zweitligisten SC Austria Lustenau, bei dem er zunächst aber primär bei den Amateuren zum Einsatz kam. In seiner ersten Spielzeit absolvierte er ein Spiel für die Profis im ÖFB-Cup, mit Lustenau stieg er zu Saisonende in die Bundesliga auf. Für die Amateure absolvierte er 24 Partien in der Eliteliga Vorarlberg, aus der er mit Lustenau II hingegen abstieg.
Nach dem Aufstieg debütierte Küng im November 2022 in der Bundesliga, als er am 16. Spieltag der Saison 2022/23 gegen den SCR Altach in der Nachspielzeit für Bryan Teixeira eingewechselt wurde. Dies blieb sein einziger Bundesligaeinsatz für Lustenau. Nach der Saison 2022/23 verließ er den Verein und wechselte zur Saison 2023/24 zum Regionalligisten Wiener Sport-Club.